# Salle de bains

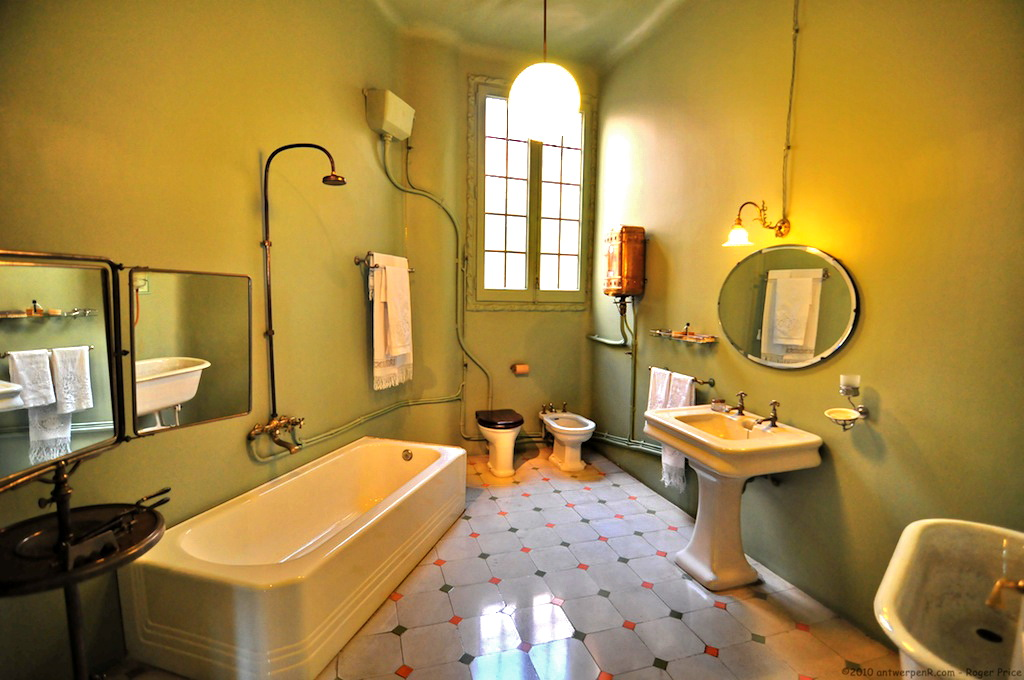
Salle de bains du début du XX dans un appartement de la Casa Milà à Barcelone.

Une salle de bains, ou salle de bain, est, dans un lieu d'habitation, une pièce dans laquelle peuvent être effectuées les opérations d'hygiène corporelle : prendre un bain ou une douche, se laver les mains ou le visage, se raser, etc. La salle de bains peut aussi comporter des toilettes.
Afin de préserver l'intimité des occupants, la pièce peut se fermer de l'intérieur par une clé ou un verrou.
Il s'agit parfois d'une pièce aveugle, sans ouverture sur l'extérieur (fenêtre, vasistas, velux, etc.). Elle peut être équipée des branchements électriques et d'évacuations des eaux grises nécessaires pour y installer un lave-linge, un sèche-linge, etc. Dans certaines habitations, elle peut être directement attenante à une chambre à coucher afin qu'elle soit directement réservée à l'usage privatif du ou des occupants de cette dernière, comme c'est le cas de la « suite parentale ».
Au Canada, l'expression peut aussi servir à désigner les toilettes.

## Histoire

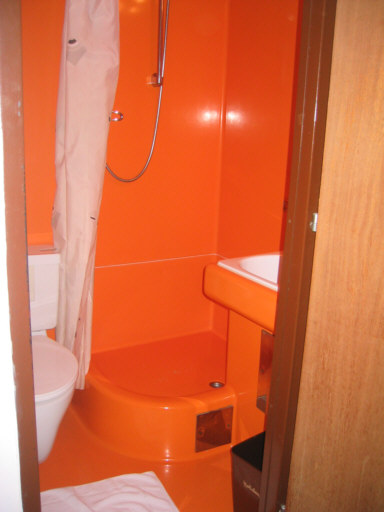
Salle de bains dans les années 1970.

L'expression « salle de bains » est attestée au moins dès 1655, mais c'est en 1765 qu'elle prend son sens moderne de pièce aménagée pour prendre un bain, bien différenciée de la « salle d'eau » et du « cabinet de toilette »[réf. nécessaire] qui ne comportent pas de baignoire (l'expression désigne alors une pièce pourvue uniquement d'un lavabo).
Au XVIIIe siècle, le bourgeois qui veut prendre un bain fait appel à un porteur de baignoires qu'il loue à l'heure et l'installe dans sa chambre. Au XIXe siècle, la salle de bains est encore un vrai luxe d'hôtels particuliers où la domesticité porte l'eau tiède dans de somptueuses baignoires. 
Au XIXe siècle, la salle de bains se matérialise par une pièce notée d'un ensemble de mobiliers (chaise, placard) semblables à ceux dans lesquels les pots de chambre étaient auparavant cachés. C'est seulement au début du XXe siècle que la pièce prend la forme contemporaine d'éléments de faïencerie nus. 
L'apparition des salles de bains dans les maisons et appartements de la grande population est donc assez récente : la salle de bains, en Europe, n'est popularisée dans la deuxième moitié du XXe siècle grâce aux grands ensembles. 
Dans une grande ville comme Copenhague seulement 3,8 % des appartements sont équipés d'une salle de bains en 1906.

En France au début du XXe siècle, seuls 2 % des logements parisiens en ont une, les gens se lavant le plus souvent dans un tub en zinc dans leur cuisine, voire dans leur chambre. Le développement de cette pièce spécialisée n'a lieu qu'après la seconde Guerre mondiale. La proportion de maisons françaises équipées est de 50 % dans les années 1970 et n'atteint 100 % qu'au début des années 2000.

## Mobilier
- Lavabo, peut être encastré, sous plan , sur plan ou surélevé (appelé aussi « vasque ») (parfois au nombre de deux);
- Douche (cabine de douche);
- Baignoire (appelé aussi « bain »);
- Bain tourbillon (appelé aussi « Spa » ou « Jacuzzi »);
- Bidet;
- Placards de rangement;
- Meuble de toilette (appelé aussi « vanité »);
- Toilettes;
- Rideau de douche;
- Miroir.

## Normes
En Franceun logement doit comporter, au moins, un cabinet de toilette et la marque NF Ameublement garantit que les meubles respectent les normes françaises de sécurité relatives aux meubles.
En Belgiqueles normes d'habitabilité des logements dans la région de Bruxelles-Capitale précisent que « tout logement comporte au minimum une salle de bain ou de douche équipée d’eau froide et d’eau chaude » et que « Le WC doit se trouver dans une pièce qui lui est propre ou dans une salle de bain ou de douche ».

## Sécurité électrique
Les tuyaux métalliques servant à alimenter les eaux (chaude et froide), voire parfois à évacuer les eaux grises, pouvant être conducteurs de l’électricité, il est important que :
- Toutes les pièces métalliques (robinets, tuyaux métalliques, baignoire, support faux plafond, etc.) présentes dans la salle d'eau soient interconnectées à l'aide d'une liaison équipotentielle locale reliée à la terre[9].
- L'alimentation électrique de tous les appareils électriques utilisés dans la salle de bains soit protégée par des disjoncteurs différentiels 30 mA pour éviter tout risque d’électrocution en cas de défaut.
- La classe des appareils électriques utilisés soit adaptée à chaque « volume de sécurité[10] » de la salle de bains[11]. Le plus simple étant de n'utiliser que des appareils à double isolation[b].

Ne surtout pas utiliser d'appareil électrique (radiateur, sèche-cheveux, grille-pain, etc.) branché sur une prise externe à la salle de bains, et bien sûr, ne pas utiliser d’appareil électrique (sèche-cheveux ou autres) sous la douche ou dans la baignoire.
Aussi, la norme NF C 15-100, réglementant les installations électriques en basse tension, décompose la salle de bain en 3 volumes, de 0 à 2, afin de distinguer ce qu'il est possible de faire, ou non, dans chaque zone en matière d'installations électriques. Ce découpage est intimement lié a la sécurité électrique dans la pièce, pour les usagers.